# キリル・コシック
キリル・コシック(Cyryl Koshyk）は、ポーランド出身の映画製作者、ビジュアル効果スーパーバイザー、デジタルアーティストで、京都情報大学院大学の教授である。
米・ハリウッドの映画・テレビ産業で、ビジュアルエフェクツスーパーバイザー、プレ&ポストプロダクション・マネージャー、2D・3Dアーティスト、デジタル・マット・ペインター、デジタル・コンポーザーなどとして特殊効果映像制作・編集を担当。スタンフォード大学と共同で16Kのパノラマ映像用ソリューションを開発した。カスタム制作カメラ・システム（C1カメラ）を開発し、高品質・非圧縮のRAW映像を捉えることを可能にした。カスタムのキャプチャー用ソフトウエアとハードウエアを組み込んだ16ミリフィルム相当の2Kカメラを開発。NASAや米軍の最新科学機器に使用されている高性能のコダックCCDセンサーに基づいた、専売のカメラ・システムを設計した。

## 略歴
- （ポーランド）クラクフ経済大学応用情報学士[2]
- ダークホライゾン・ピクチャーズ（映画製作、米・ロサンゼルス）創立者[3][4][5][2]

、CEO、ディレクター、プロデューサー
- シネマット・スタジオ（ポストプロダクション、米・ロサンゼルス）創立者、経営者、ポストプロダクションスーパーバイザー[3][4][5][2]

- ミルヒキャピタルマネジメント（ファイナンシャルマーケットシステム）主任開発者&リサーチャー[2]

- シラックスレンダー（ビジュアル効果／ポストプロダクション）設立者、主任アーティスト[2]

- シネVFX（ビジュアル効果／プレ&ポストプロダクション）設立者[2]

- シルバーウェーブスタジオ設立者、CEO[2]

- レッドウェーブスタジオ設立者、CEO、マネージャー[2]

- プロトレーダー（ファイナンシャルマーケット取り引き業）主任システム開発者&リサーチャー&テスター[2]

## CGを担当した主な作品

### 長編映画
- 「Rottenbury Drive」(2020)（Director Credits，Writer Credits，Producer Credits）[6]

- 「エリジウムElysium(visual effects coordinator: Cirux Render)」(2013)（Visual effects Credits)[7]

- 「アフター・アースAfter Earth (visual effects producer: Cirux Render - as Ciril Koshyk)」(2013)（Visual effects Credits）[8][9]

- 「InAPPropriate Comedy(visual effects artist: Cirux Render - as Ciril Koshyk)」(2013)（Visual effects Credits）[7]

- 「L.A.ギャングストーリーGangster Squad(visual effects artist: Cirux Render)」(2013)（Visual effects Credits）[7][8]

- 「飛び出す 悪魔のいけにえ レザーフェイスー家の逆襲Texas Chainsaw 3D(visual effects artist: Cirux Render - as Ciril Koshyk)」(2013)（Visual effects Credits）[7]

- 「300＜スリーハンドレッド＞～帝国の進撃300: Rise of an Empire(Post-production)」(2013)（Digital Compositor）[7][8]

- 「グランド・イリュージョンNow You See Me(Post-Production)」(2013)（Visual Effects Artist）[7]

- 「サイレントヒル：リヴェレーション3D　Silent Hill: Revelation 3D(digital compositor: Cirux Render - as Ciril Koshyk)」(2012)（Visual effects Credits）[7][8]

- 「007スカイフォールSkyfall(visual effects artist)」(2012)（Visual effects Credits）[7][8]

- 「ジャッジ・ドレッドDredd(visual effects artist: Cirux Render - as Ciril Koshyk)」(2012)（Visual effects Credits）[7][8]

- 「アンダーワールド 覚醒Underworld: Awakening(visual effects artist: Cirux Render - as Ciril Koshyk)」(2012)（Visual effects Credits）[8]

- 「プロメテウスPrometheus」(2012)（3D Matchmove Consultant）[7][8]

- 「ホステル3　Hostel: Part III」(2011)（Visual Effects Artist）[7]

- 「キャプテン・アメリカ／ザ・ファースト・アベンジャーCaptain America: The First Avenger(stereoscopic consultant: CineVFX - as Ciril Koshyk)」(2011)（Visual effects Credits）[7][8]

- 「S.W.A.T.: Firefight」(2011)（Visual Effects Supervisor）[7][8][9]

- 「山猫は眠らない 4 復活の銃弾Sniper: Reloaded」(2011)（Visual Effects Coordinator）[7]

- 「30 デイズ・ナイト2：アーク・デイズ30 Days of Night: Dark Days」(2010)（3D Consultant ＆ Digital Imaging）[7][8]

- 「リセットVanishing on 7th Street」(2010)（Visual Effects Consultant）[7]

- 「ジェニファーズ・ボディJennifer's Body」(2009)（Visual Effects Coordinator）[8]

### テレビ・その他
- Model Latina（VFX ＆ Motion Graphics）[7]

- The Colony（Motion Graphics）[7]

- Fandemonium（Motion Graphics）[7]

### ミュージックビデオ
- Jason Newsted (Metallica) ‒ Heroic Dose（Visual Effects Supervisor / Artist）[10]